# Armand Machabey
Armand Machabey, né le 7 mai 1886 à Pont-de-Roide-Vermondans (Doubs) et mort le 31 août 1966 dans le 9e arrondissement de Paris, est un musicologue français. 

## Biographie
Élève de Vincent d'Indy à la Schola Cantorum de Paris et d'André Pirro à la Sorbonne, sa thèse Histoire et évolution des formules musicales du Ier au XVe siècle de l'ère chrétienne soutenue en 1928, accordait une place importante à la musique de Guillaume de Machaut dont il fut l'un des spécialistes en publiant la deuxième édition complète de la messe de Notre Dame en 1948 juste après Jacques Chailley, et en rédigeant en 1955 une importante monographie en deux volumes Guillaume de Machault, 130-?-1377 : La vie et l'œuvre musical. Il est aussi l'auteur d'un Traité de La critique musicale, et d'un traité sur la Musicologie, ainsi que plusieurs biographies de compositeurs dont son maître Vincent d'Indy, Anton Bruckner, Maurice Ravel, Girolamo Frescobaldi.
Machabey est également l'éditeur de la Messe de Tournai et du traité de Johannes Tinctoris intitulé : Terminorum  musicæ diffinitorium (le premier « Dictionnaire des termes musicaux »). Avec Norbert Dufourcq et Félix Raugel il a dirigé l'Encyclopédie Larousse de la musique (1957–1958).

## Écrits
- La Musique des Hittites, 1945 ;
- La Vie et l'œuvre d'Anton Bruckner, 1946 ;
- Maurice Ravel, 1947 ;
- Traité de la Critique musicale, 1947 ;
- Le bel canto, Paris, 1948 ;
- Portraits de 30 compositeurs français modernes, 1949 ;
- La Notation musicale, 1952 ;
- Musique et médecine, 1952 ;
- Frescobaldi, 1952 ;
- Guillaume de Machaut, deux volumes chez Richard Massé, Paris. Œuvre fondamentale et inégalée à ce jour.1955 ;
- Genèse de la tonalité musicale classique, 1955 ;
- La Cantillation manichéenne, 1955 ;
- Notations musicales non modales, 1957 et 1959 ;
- Mélanges musicologiques, 1960 ;
- La Musicologie, 1962.

Article
- « La fugue est une construction rythmique », Le Mercure Musical / La Revue Musicale S.I.M., vol. 7, no 6,‎ 15 juin 1911, p. 31–44 (OCLC 843355266, BNF 43365945, lire en ligne)